# Темпейская долина
Темпейская долина или Темби (греч. Tέμπη) — долина в Греции, в Фессалии, между горами Оса и Олимп.
Древнегреческий миф гласит, что Геракл пробил горный проход между скалами, в котором образовалась река Пиньос. По другому мифу — во время затопления Фессалии разливом Пиньоса, Посейдон ударом трезубца открыл Темпейскую долину, чтобы дать выход реке. Длина долины — около 10 км, ширина — от 100 м до 2 км.
Долина покрыта густой растительностью (лавр, дуб, платан). Миф гласит, что в Дельфы ветви лавра приносили именно из Темби.
Где Пиньос прорывается через горы, горы стоят очень близко друг к другу. Дальше долина расширяется, но вблизи моря почти отвесные скалы высотой до 500 м вновь образуют узкое ущелье, вновь расширяющееся возле устья Пиньоса. Темпейская долина с древности считалась одним из важнейших проходов в Северной Греции. Филипп II Македонский построил при входе в долину крепости, которые потом пришли в разрушение, но были восстановлены римлянами. До настоящего времени сохранилась византийская крепость Платамон X века. Кроме древнегреческих руин достопримечательностью долины является пещерный храм Святой Параскевы в горе Олимп, одно из мест паломничества православных.
Темпейская долина многократно воспета древнегреческими поэтами. Действие некоторых пьес также происходит там.